# Anne-Laure Bonnel
Ne doit pas être confondu avec Anne-Laure Bonnet.
Anne-Laure Bonnel est une propagandiste et reporter de guerre française. Elle se fait connaître dans le cadre de la guerre russo-ukrainienne en relayant des éléments de la propagande russe ainsi qu'en contribuant à la diffusion de fausses informations.

## Biographie
Anne-Laure Bonnel est lauréate du premier concours de programmes de flux TV, TVLab, organisé par France 4 en 2013 avec Lazarus lève le voile. 
Elle reste « relativement inconnue » jusqu'en 2016, lorsque sort son film Donbass, réalisé en 2015 au cours d'un voyage dans la région, en pleine guerre, alors que s'opposent les forces séparatistes pro-russes (soutenues par les forces armées russes) et les forces armées ukrainiennes.
L'organisation ukrainienne StopFake expose les manipulations et fausses informations issues de la propagande russe présentes dans ce film. 
En 2020, elle participe à un débat organisé par le Dialogue franco-russe, lobby pro-Kremlin présidé par Thierry Mariani,.
En 2021, elle réalise un film sur la seconde guerre du Haut-Karabagh, salué par Causette pour son traitement du sujet.

## Désinformation
Anne-Laure Bonnel est connue pour propager la propagande du Kremlin à propos de l'invasion de l'Ukraine par la Russie,,. Est notamment considérée comme désinformation son affirmation — qualifiée de fallacieuse — selon laquelle « l’armée ukrainienne bombarde délibérément les civils du Donbass » ; elle laisse également entendre que les 13 000 personnes mortes dans cette région entre 2014 et 2020 du fait du conflit sont des civils, alors que la majorité d'entre eux sont en réalité des combattants des deux camps,,.
Il lui est aussi reproché de réaliser des reportages partisans sur la guerre du Donbass sans que ne soient explicitées ses prises de position. Ces reportages ont été tournés alors qu'elle était encadrée par des responsables pro-russes, qui la guidaient afin de montrer les fausses affirmations de la télévision russe, indique le journaliste du Monde Benoît Vitkine, qui précise que ce sont ces responsables que l'on entend poser les questions dans le reportage, et non pas la journaliste. L'intéressée dément ces accusations,.
Son film, critiqué par d'autres journalistes ayant travaillé sur le sujet, est à l'inverse salué par Sergueï Lavrov, le ministre des Affaires étrangères russe.
Un soutien d'Anne-Laure Bonnel, en contact avec elle, tente de faire supprimer des recherches Google les articles de plusieurs médias exposant son rôle dans la désinformation et la propagande du Kremlin.